# Sofía (sabiduría)

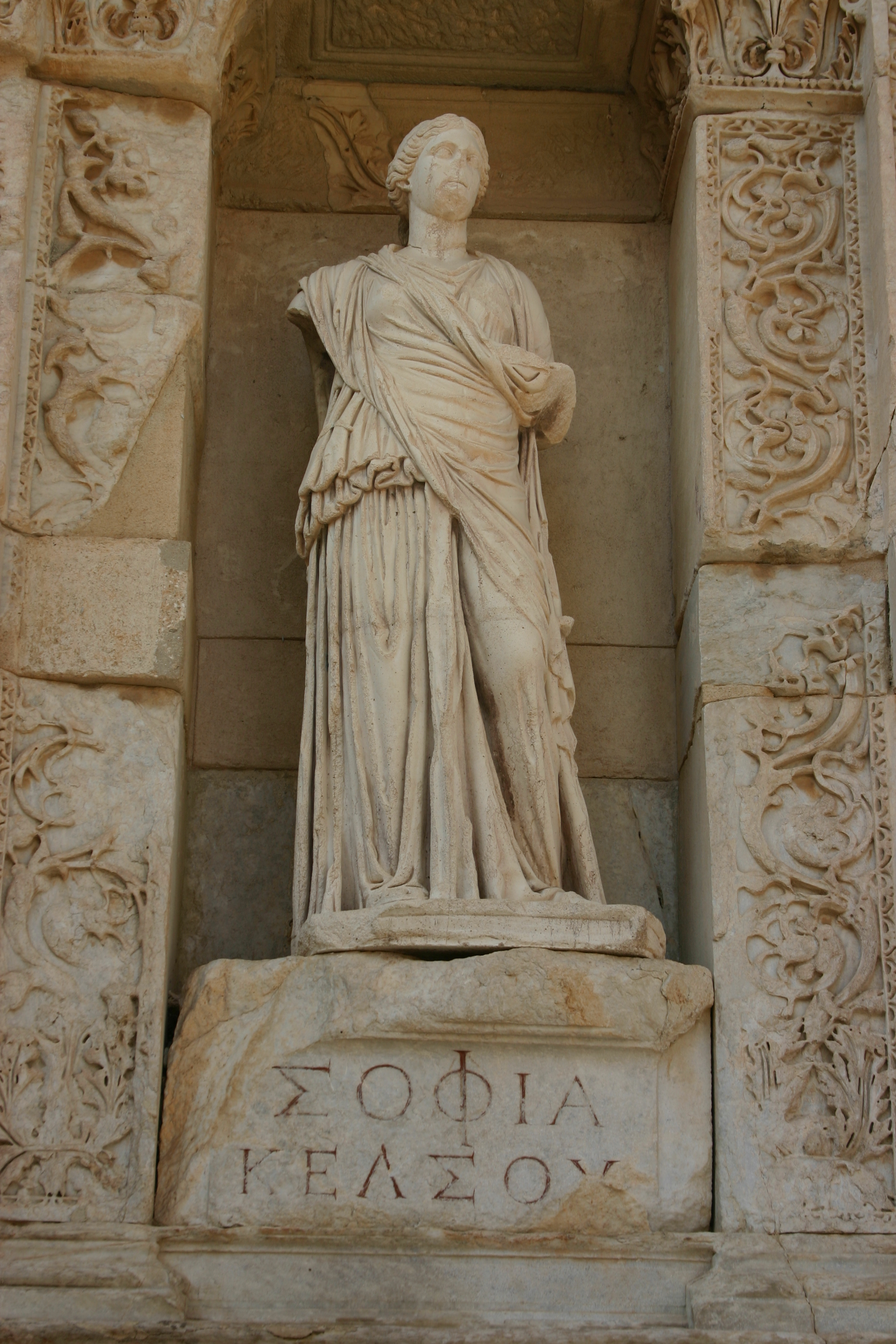
Personificación de la sabiduría (en griego, Σοφία Sofia) en la Biblioteca Celsus en Éfeso, Turquía.

Sofía (Σoφíα, en griego "sabiduría") es la diosa griega de la sabiduría, y así mismo es un término fundamental dentro de la filosofía helenística y su religión, como también en el platonismo, gnosticismo, cristianismo ortodoxo, cristianismo esotérico, y en el cristianismo místico. La sofiología es un concepto filosófico relacionado con la sabiduría, como también un concepto teológico relacionado con la sabiduría de Dios.

Encontramos a la Sabiduría en un fragmento anónimo:
«Fortuna (Tique), comienzo y fin de los mortales, tú te sientas en el trono de la Sabiduría (Sofía) y das honor a las acciones de los hombres; y vienen más bienes que desgracias de ti, y la Gracia (Cárite) brilla junto a tu ala de oro y lo que a tu platillo de la balanza es entregado llega a ser lo más feliz; tú has hallado remedio a la miseria rodeada de dolores y una luz brillante has traído en la oscuridad, oh excelente entre los dioses».

## En textos hebreos
Sofia es adoptado como el término en la Septuaginta para el hebreo (hebreo: חכמות) Ḥokmot. En el judaísmo, chokhmah aparece junto con el shekhiná, 'la Gloria de Dios', una figura que desempeña un papel fundamental en la cosmología de los cabalistas como una expresión del aspecto femenino de Dios. Es un tema central en los libros "sapienciales"  (en el epónimo Libro de Sabiduría como también en el Eclesiastés y en el Libro de los Proverbios).  Un pasaje central que personifica a Sabiduría/Sofía en la biblia hebrea es Proverbios 8:22-31.

### Filón y el  Logos
Filón, un judío helenizado asentado en Alejandría, intentó armonizar la filosofía platónica con las escrituras judías. Él utilizó la palabra Logos para el rol y la función de la Sabiduría, un concepto adaptado por Juan y aplicado a Jesús.

## En el Nuevo Testamento
El apóstol Pablo se refiere al concepto, especialmente en 1 Corintios, pero en una forma un tanto oscura, desarmando la sabiduría terrenal o mundana:
"¿Dónde está el sabio? ¿Dónde el hombre culto? ¿Dónde el razonador sutil de este mundo? ¿Acaso Dios no ha demostrado que la sabiduría de este mundo es una necedad?" (1 Corintios 1:20)
Pablo enfrenta la sabiduría mundana en contra de la elevada sabiduría de Dios:
"Lo que anunciamos es una sabiduría de Dios, misteriosa y secreta, que él preparó para nuestra gloria antes que existiera el mundo." (1 Corintios 2:7)

## En la cristiandad

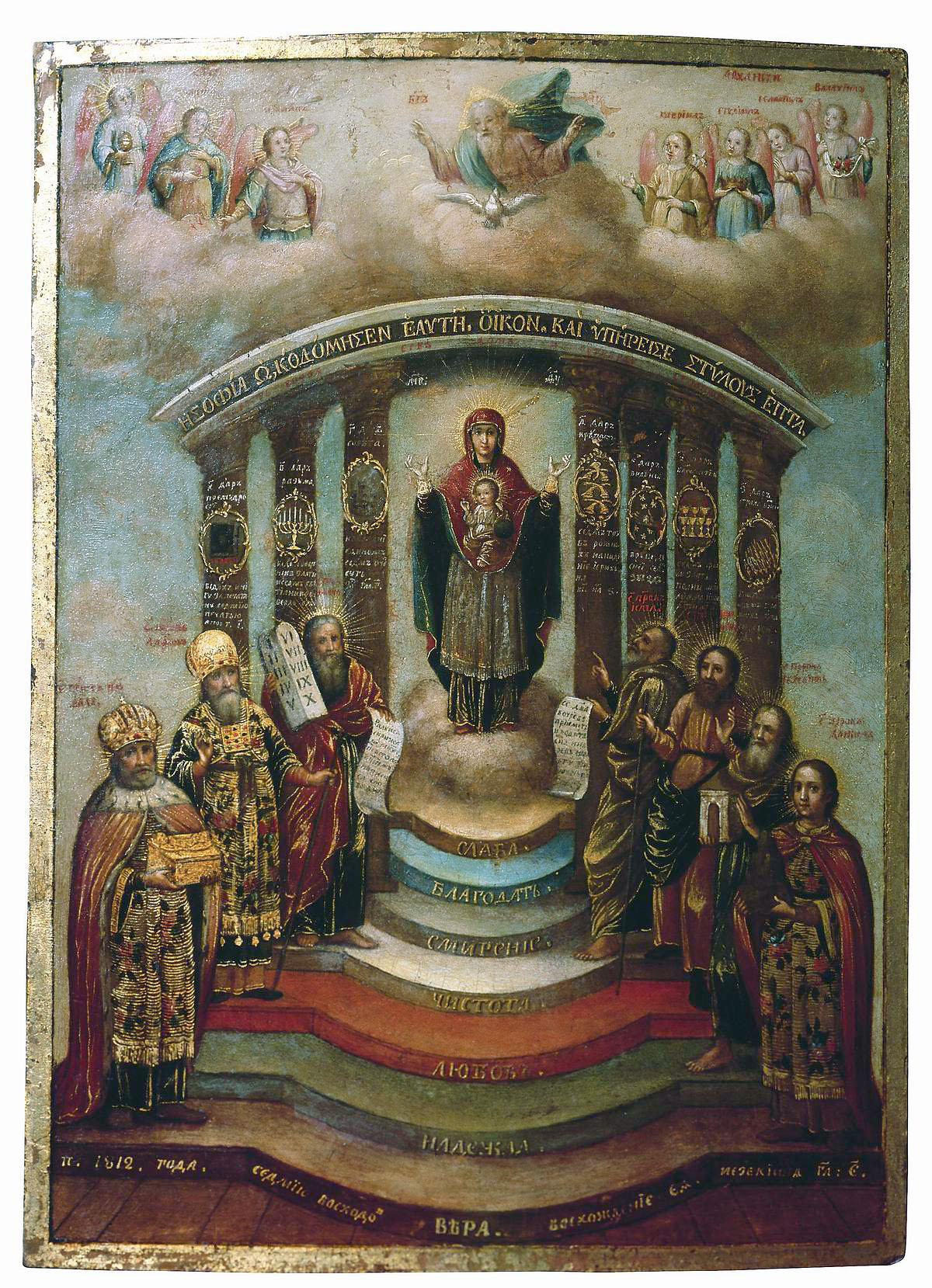
Ícono ruso, Sofía, la Santa Sabiduría, 1812.

En la teología cristiana, "sabiduría" (hebreo: Chokhmah, griego: Sophia, latín: Sapientia) describe un aspecto de Dios, o el concepto teológico  referente a la sabiduría de Dios.

## Representaciones en el arte
Sofía forma parte de la instalación de la artista feminista Judy Chicago, The Dinner Party. Esta es una historia simbólica de la mujer en la civilización occidental que representa a 1.038 mujeres de la historia -39 de ellas están representadas por cubiertos y otras 999 en los nombres que están inscritos en The Heritage Floor sobre el que descansa la mesa. Sofía aparece en forma de una sola flor, que se repite tanto en su plato como en el camino de mesa. Según Chicago, la presencia de Sofía en la mesa representa la caída del poder femenino, especialmente el religioso. También pretende transmitir la transformación histórica de Sofía en la sociedad, de diosa de la sabiduría y la fuerza femenina, a una imagen puramente espiritual que desempeña un papel secundario frente a las figuras masculinas del cristianismo.